# Tibidabo
Tibidabo är en bergstopp i utkanten av Barcelona, Spanien (Katalonien). Toppen når 512 meter över havet, vilket motsvarar den högsta punkten i staden Barcelona och i bergsmassivet Serra de Collserola. På berget finns både en kyrka och ett nöjesfält, och strax nedanför – på varsin sida – står Barcelonas TV-torn och ett rymdobservatorium.

## Byggnader och verksamheter
På toppen finns ett nöjesfält. Det invigdes 1899 och är Spaniens äldsta. Vissa av dagens attraktioner byggdes tidigt 1900-tal, däribland en tidig flygsimulator, ett robotmuseum och det 50 meter höga tornet Talaia.

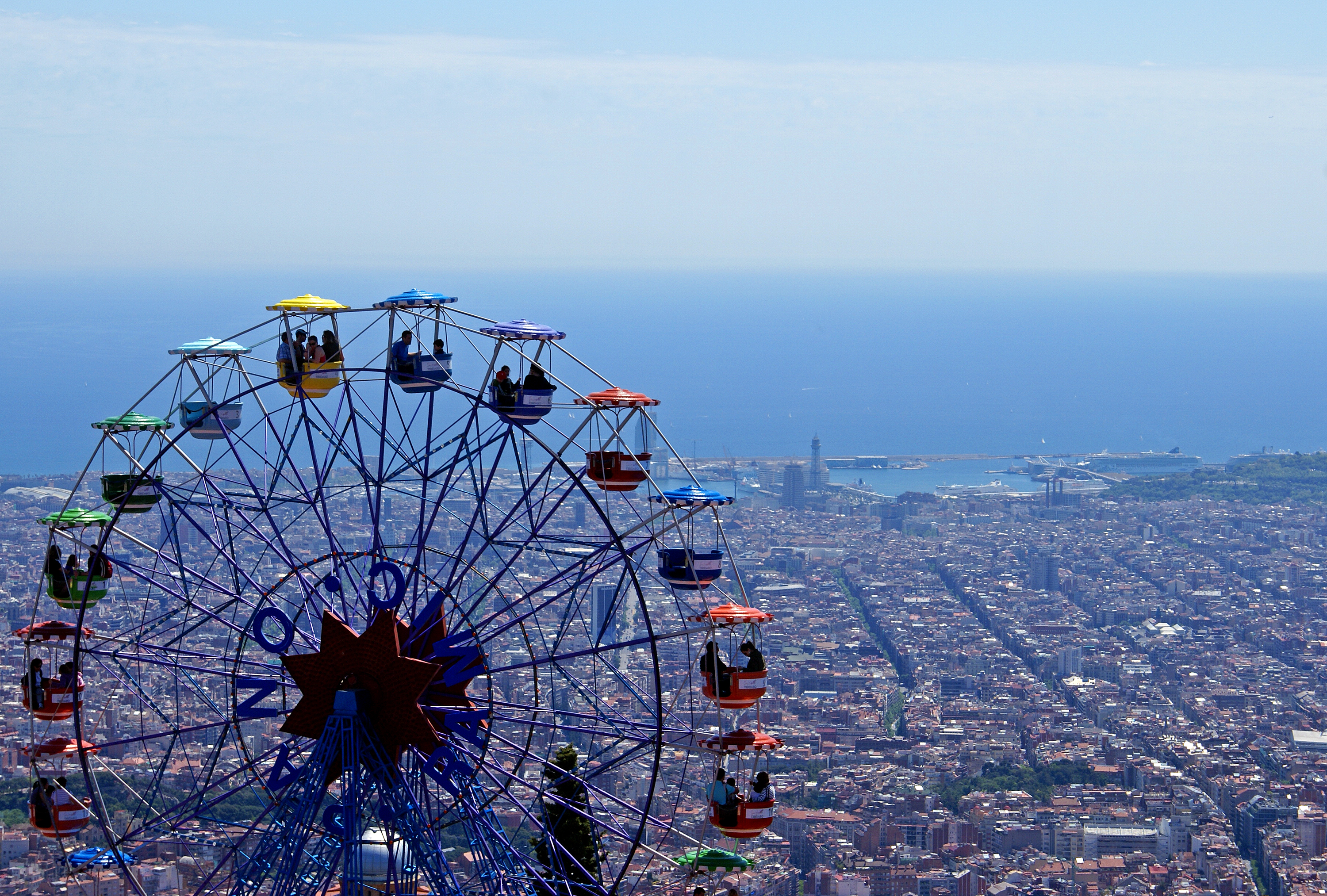
På Tibidabos topp finns ett nöjesfält.

Bredvid nöjesfältet, på den absoluta toppen av berget, står den katolska kyrkan Temple de Sagrat Cor (katalanska för 'Det heliga hjärtats tempel') som med sitt torn nästan når upp till 600 meter över havet. Bygget inleddes 1886 men avslutades först 1966.
Strax nedanför toppen på berget ligger Torre de Collserola. Det är det TV-torn som byggdes inför OS 1992. Med sina 288 meter är det Barcelonas högsta byggnadskonstruktion. Tornet är det främsta navet inom Kataloniens telekommunikationsnät; det hanterar alla TV-utsändningar i Barcelona liksom 95 procent av alla radiosändningar.
Nedanför toppen åt andra hållet ligger Fabra-observatoriet (katalanska: Observatori Fabra). Observatoriet, som byggdes (började byggas) 1901 och stod färdigt 1904, ägs av Barcelonas vetenskapsakademi. Det är idag det fjärde äldsta rymdobservatoriet som fortfarande är i bruk. Observatoriet har bland annat ett spegelteleskop på 38 cm i diameter, ett "Schmidt-teleskop" på 50 cm samt flera seismografer.

## Användning
Tibidabo är ett populärt besöksmål. Förutom kyrkan och nöjesparken har man en vid utsikt över både Barcelona och in i landet.

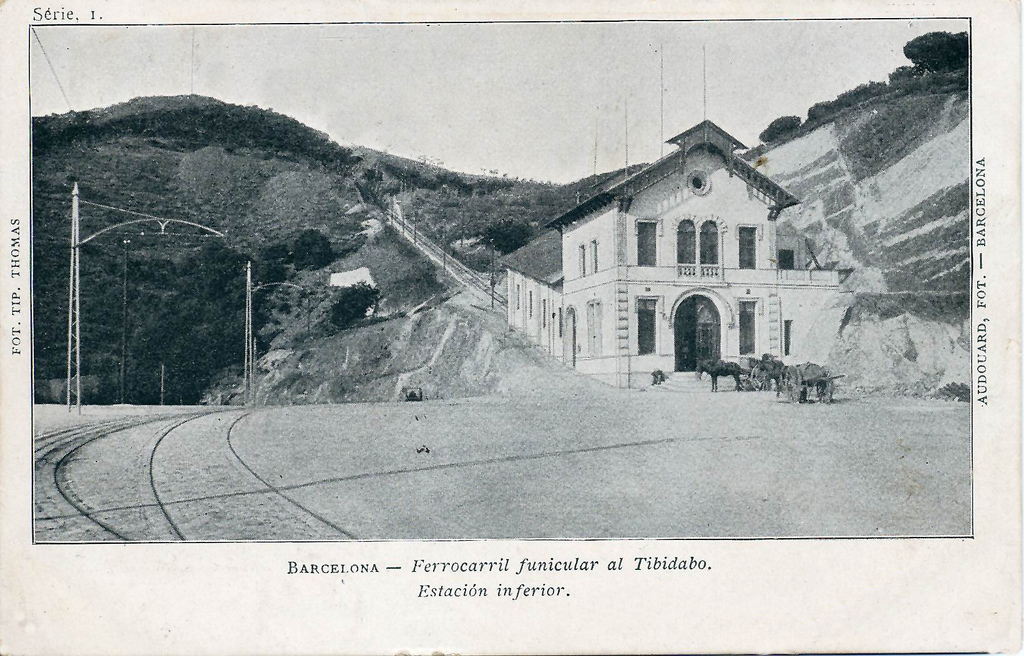
Bergbanan upp till Tibidabo stod färdig 1901.

Det finns flera sätt att ta sig upp till toppen. Förutom en bilväg och bussförbindelse med Plaça Catalunya finns en bergbana färdigställd 1901.

## Tibidabo i populärkulturen
I ett avsnitt av Vänner från säsong 8 använder karaktärerna Joey och Ross berget Tibidabo som en raggningsreplik. och i ett senare avsnitt använder Rachel det mot Ross innan hon blir gravid med Emma.

## Källhänvisningar
1. 1 2  "Tibidabo". Arkiverad 24 september 2014 hämtat från the Wayback Machine. Conocerbarcelona.com. Läst 21 september 2014. (spanska)
2. 1 2  "Sagrat Cor de Jesús del Tibidabo (Basílica)".  Arquebisbatbarcelona.cat. Läst 21 september 2014. (katalanska)
3. ↑  "Torre de Collserola". Arkiverad 23 september 2014 hämtat från the Wayback Machine. Conocerbarcelona.com. Läst 21 september 2014. (spanska)
4. ↑  ”Friends - ...when I was backpacking across western Europe”. https://www.youtube.com/watch?v=HguzO9KmHBU. Läst 5 maj 2015.